# Hexis Racing
Hexis Racing ist ein französisches Motorsportteam, das im Bereich Gran Turismo aktiv ist und von 2010 bis 2012 an der FIA-GT1-Weltmeisterschaft teilnahm. Das Team besaß eine enge Verbindung zum Automobilhersteller Aston Martin und trat daher lange Zeit als Hexis Aston Martin Racing (kurz Hexis AMR) an.

## Geschichte

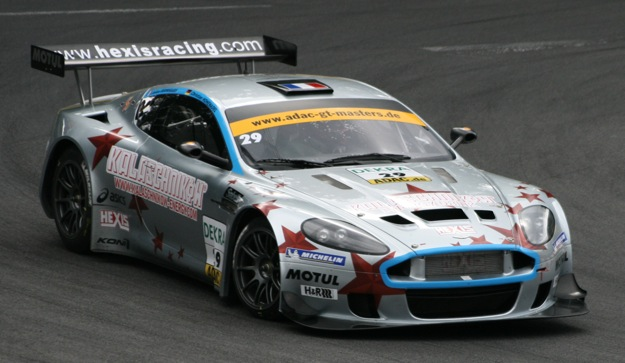
Ein Aston Martin DBRS9 von Hexis AMR im ADAC GT Masters 2008

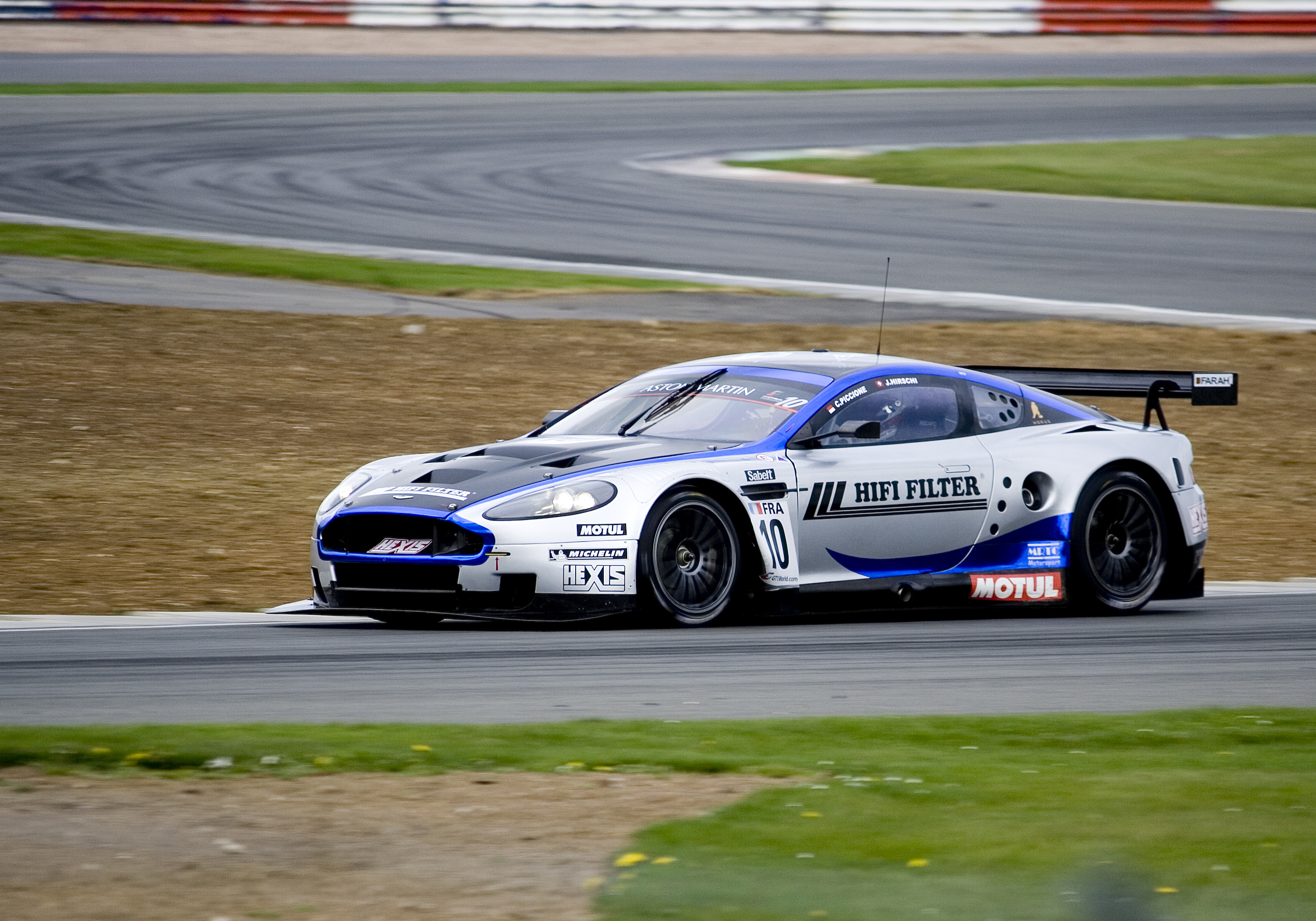
Ein Aston Martin DBR9 von Hexis AMR in der FIA-GT1-Weltmeisterschaft 2010

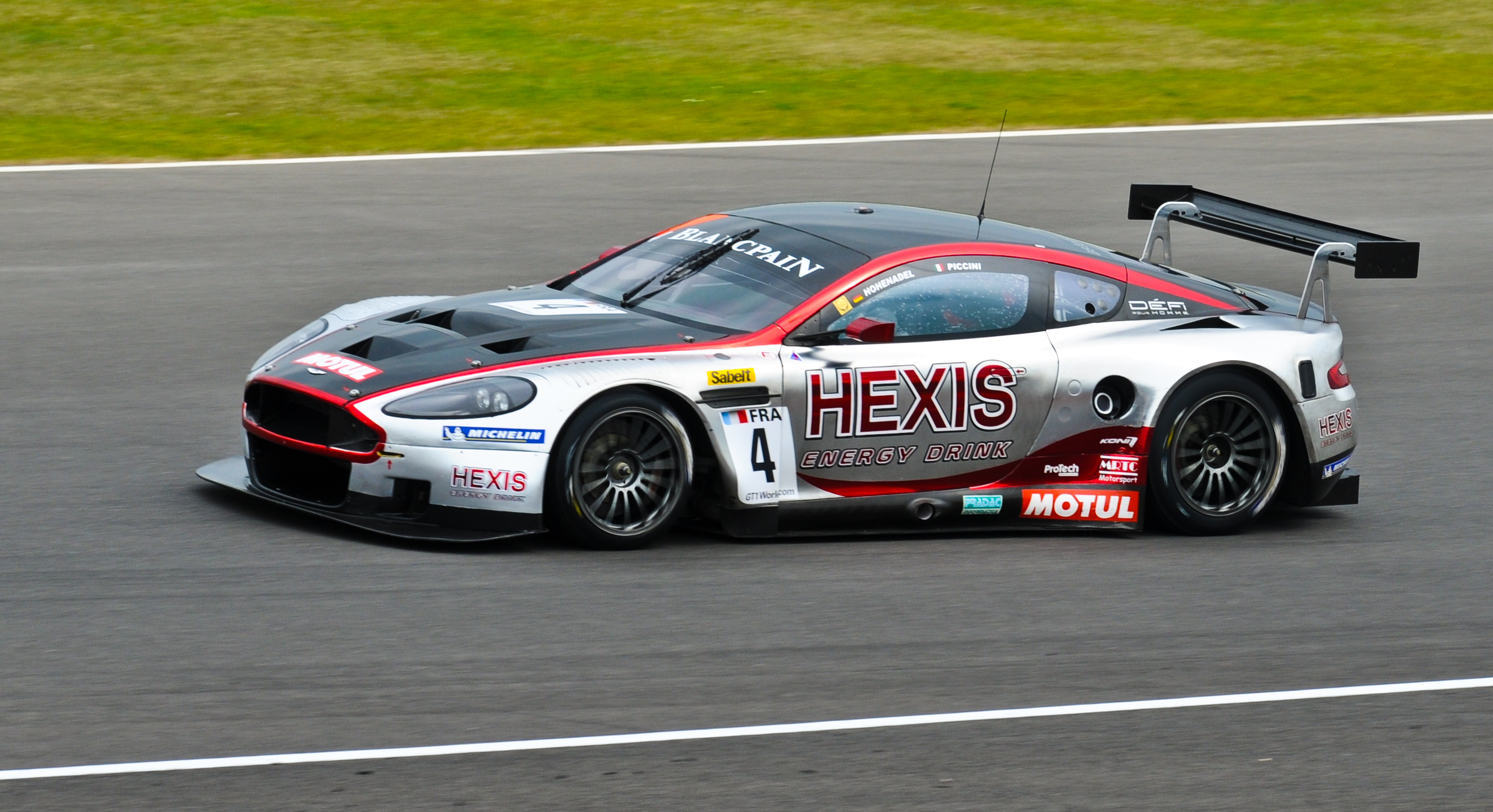
Ein Aston Martin DBR9 von Hexis AMR in der FIA-GT1-Weltmeisterschaft 2011

Teamgründer und -besitzer ist der französische Unternehmer Michel Mateu, dessen Unternehmensgruppe Hexis auch als Sponsor auf den Fahrzeugen präsent ist: überwiegend mit dem Folienhersteller Hexis, aber auch mit dem Energydrink Hexis Energy. Die GT-Fahrzeuge des Teams lassen sich häufig an der silbernen Folienbeklebung erkennen.

### Anfänge im Formelsport
Nach der Gründung des Teams im Winter 2001 war die Saison des Jahres 2002 die erste, in der Hexis Racing in das Renngeschehen eingriff. Von 2002 bis einschließlich 2005 war es in der französischen Formel-Renault-Meisterschaft aktiv. Bestes Resultat war ein dritter Platz in der Mannschaftswertung 2005.

### Gran Turismo
Seit 2006 ist Hexis Racing ausschließlich im GT-Sport engagiert. Schon 2005 und 2006 bestritt das Team mit einem Porsche 996 Cup die französische FFSA GT-Meisterschaft. Ab dem Jahr 2007 fuhr Hexis Racing mit Aston Martin DBRS9 der Kategorie GT3 und setzte sie im gleichen Jahr in der französischen GT-Meisterschaft und der FIA-GT3-Europameisterschaft ein. Von da an bis einschließlich 2010 war das Team in der FIA-GT3-Europameisterschaft aktiv. 2008 wurde das Team dort Vizemeister der Mannschaftswertung, 2009 schließlich Meister. In beiden Jahren belegte Thomas Accary den geteilten zweiten Platz der Fahrerwertung: 2008 zusammen mit Pierre-Brice Mena, 2009 gemeinsam mit Julien Rodrigues.
Im Jahr 2008 startete Hexis Racing nicht mehr in der französischen GT-Meisterschaft, sondern wechselte in das ADAC GT Masters. Christian Hohenadel wurde Meisterschaftsfünfter in der Fahrerwertung, Hexis Racing Dritter der Mannschaftswertung. Im folgenden Jahr trat das Team nicht mehr im ADAC GT Masters an, sondern setzte einen Aston Martin V8 Vantage der Kategorie GT2 sporadisch in der FIA-GT-Meisterschaft ein. 2011 trat Hexis Racing mit zwei DBRS9 in der Blancpain Endurance Series an.

### FIA-GT1-Weltmeisterschaft
Hexis Racing ist zusammen mit Münnich Motorsport eines von zwei Teams, das alle drei Saisons der FIA-GT1-Weltmeisterschaft bestritt. Darüber hinaus ist es eines der erfolgreichsten: 2010 sowie 2012 wurde Hexis Racing Vizeweltmeister und 2011 Weltmeister der Mannschaftswertung.
2010 setzte Hexis Racing zwei Aston Martin DBR9 der Spezifikation GT1 in der FIA-GT1-Weltmeisterschaft ein. Frédéric Makowiecki sollte sich ein Fahrzeug mit Jean-Denis Delétraz teilen, der jedoch nicht antrat. Makowiecki fuhr daher bei verschiedenen Veranstaltungen mit Philippe Dumas, Thomas Accary, Stéphane Sarrazin und Yann Clairay. Clivio Piccione und Jonathan Hirschi fuhren den anderen DBR9. Makowiecki wurde mit drei Siegen Dritter der Fahrerwertung, während das Team Zweiter der Mannschaftswertung wurde und damit zum Gewinn der Herstellertrophäe für Aston Martin beitrug.
Im Jahr 2011 blieben die Fahrerpaarungen die Saison über gleich: Clivio Piccione und Stef Dusseldorp fuhren den einen Aston Martin DBR9 des Teams, Europameister Christian Hohenadel und Andrea Piccini den anderen. Hohenadel und Piccini wurden gemeinsam Dritte der Fahrerwertung, Hexis Racing überholte beim Saisonfinale noch Young Driver AMR und JR Motorsports und gewann so den Weltmeistertitel der Mannschaftswertung.
Mit dem Wechsel des technischen Reglements der FIA-GT1-Weltmeisterschaft auf die Gruppe GT3 wechselte Hexis Racing im Jahr 2012 das Einsatzfahrzeug: Die beiden McLaren MP4-12C GT3 wurden von den Paarungen Stef Dusseldorp und Frédéric Makowiecki sowie Grégoire Demoustier und McLaren-Werksfahrer Álvaro Parente gefahren. Dusseldorp und Makowiecki erzielten auf dem Circuito de Navarra den weltweit ersten Sieg eines McLaren MP4-12C GT3.

## Erfolge
2008
- Vizemeister der Mannschaftswertung der FIA-GT3-Europameisterschaft.
- 3. der Mannschaftswertung des ADAC GT Masters.

2009
- Meister der Mannschaftswertung der FIA-GT3-Europameisterschaft.

2010
- Vizeweltmeister der Mannschaftswertung der FIA-GT1-Weltmeisterschaft.

2011
- Weltmeister der Mannschaftswertung der FIA-GT1-Weltmeisterschaft.

2012
- Vize-Weltmeister der Mannschaftswertung der FIA-GT1-Weltmeisterschaft.

## Ergebnisse

### FIA-GT1-Weltmeisterschaft
| 2010 | Hexis AMR    | Aston Martin | 9  | 7   | Ret | 1  | 2  | 8  | 9   | 11  | 9   | Ret | 5   | Ret | 7   | 10  | 6  | 9   | 2   | 15 | 13  | 1  | 1 | 177 | 2 |
| 2010 | Hexis AMR    | Aston Martin | 10 | 8   | 17  | 2  | 13 | 9  | 4   | 17  | 13  | 13  | 10  | 5   | 4   | 16  | 13 | EX  | Ret | 3  | 4   | 4  | 3 | 177 | 2 |
| 2011 | Hexis AMR    | Aston Martin | 3  | 5   | 1   | 6  | 6  | 13 | Ret | 2   | 11  | 5   | 4   | 10  | 8   | Ret | 11 | 4   | 3   | 5  | Ret | 8  | 3 | 235 | 1 |
| 2011 | Hexis AMR    | Aston Martin | 4  | 9   | 4   | 10 | 2  | 11 | 8   | 5   | 1   | 10  | Ret | 5   | 5   | 6   | 5  | 8   | 4   | 3  | 10  | 14 | 5 | 235 | 1 |
| 2012 | Hexis Racing | McLaren      | 1  | DNS | Ret | 4  | 5  | 1  | 1   | 9   | 2   | 4   | 3   | 8   | Ret | 4   | 1  | Ret | 10  | 1  | 1   |    |   | 209 | 2 |
| 2012 | Hexis Racing | McLaren      | 2  | 4   | Ret | 10 | 7  | 2  | 6   | Ret | Ret | 8   | Ret | 9   | 9   | 6   | 2  | 5   | Ret | 3  | 3   |    |   | 209 | 2 |

| Legende  | Legende            | Legende                                                          |
| Farbe    | Abkürzung          | Bedeutung                                                        |
| -------- | ------------------ | ---------------------------------------------------------------- |
| Gold     | –                  | Sieg                                                             |
| Silber   | –                  | 2. Platz                                                         |
| Bronze   | –                  | 3. Platz                                                         |
| Grün     | –                  | Platzierung in den Punkten                                       |
| Blau     | –                  | Klassifiziert außerhalb der Punkteränge                          |
| Violett  | DNF                | Rennen nicht beendet (did not finish)                            |
| Violett  | NC                 | nicht klassifiziert (not classified)                             |
| Rot      | DNQ                | nicht qualifiziert (did not qualify)                             |
| Rot      | DNPQ               | in Vorqualifikation gescheitert (did not pre-qualify)            |
| Schwarz  | DSQ                | disqualifiziert (disqualified)                                   |
| Weiß     | DNS                | nicht am Start (did not start)                                   |
| Weiß     | WD                 | zurückgezogen (withdrawn)                                        |
| Hellblau | PO                 | nur am Training teilgenommen (practiced only)                    |
| Hellblau | TD                 | Freitags-Testfahrer (test driver)                                |
| ohne     | DNP                | nicht am Training teilgenommen (did not practice)                |
| ohne     | INJ                | verletzt oder krank (injured)                                    |
| ohne     | EX                 | ausgeschlossen (excluded)                                        |
| ohne     | DNA                | nicht erschienen (did not arrive)                                |
| ohne     | C                  | Rennen abgesagt (cancelled)                                      |
| ohne     | keine WM-Teilnahme |                                                                  |
| sonstige | P/fett             | Pole-Position                                                    |
| sonstige | 1/2/3/4/5/6/7/8    | Punktplatzierung im Sprint-/Qualifikationsrennen                 |
| sonstige | SR/kursiv          | Schnellste Rennrunde                                             |
| sonstige | *                  | nicht im Ziel, aufgrund der zurückgelegten Distanz aber gewertet |
| sonstige | ()                 | Streichresultate                                                 |
| sonstige | unterstrichen      | Führender in der Gesamtwertung                                   |

## Bildergalerie

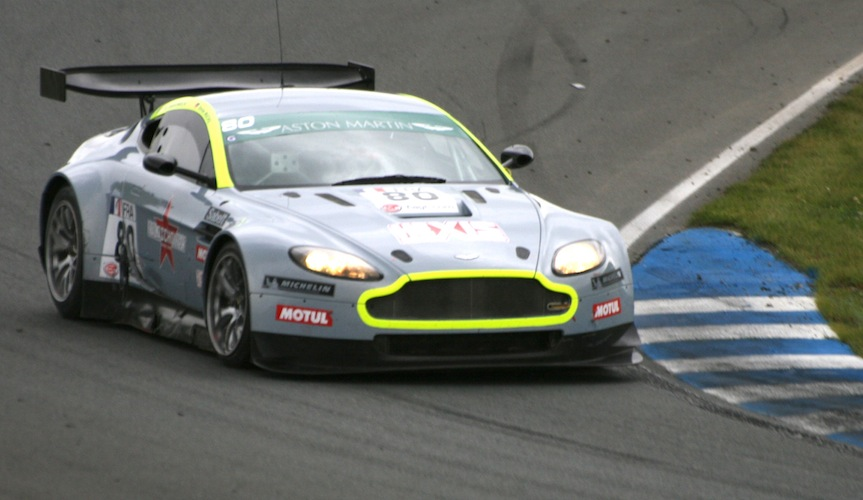
Der Aston Martin V8 Vantage von Hexis AMR in der FIA-GT-Meisterschaft 2009.
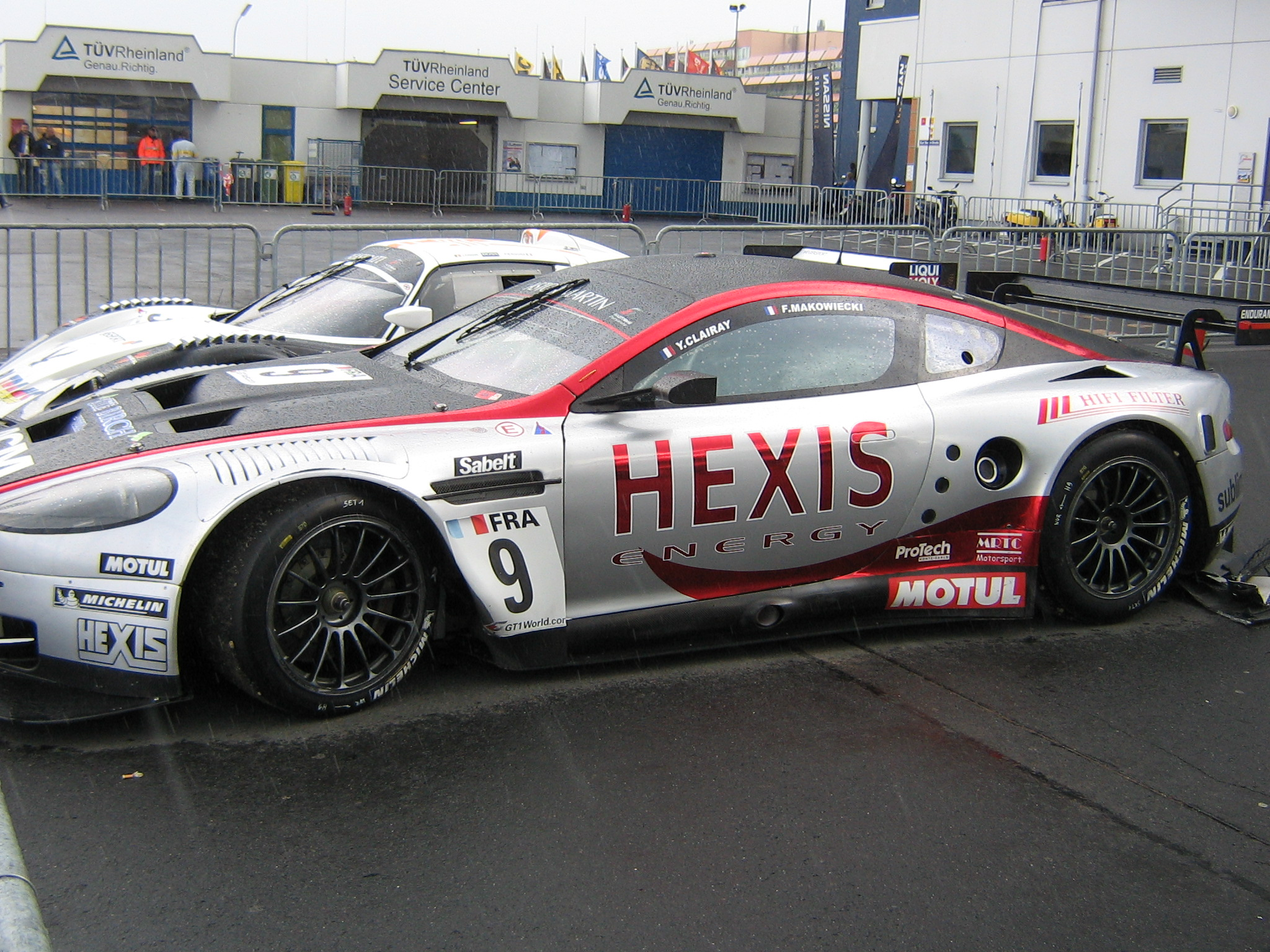
Ein Aston Martin DBR9 von Hexis AMR in der FIA-GT1-Weltmeisterschaft 2010.
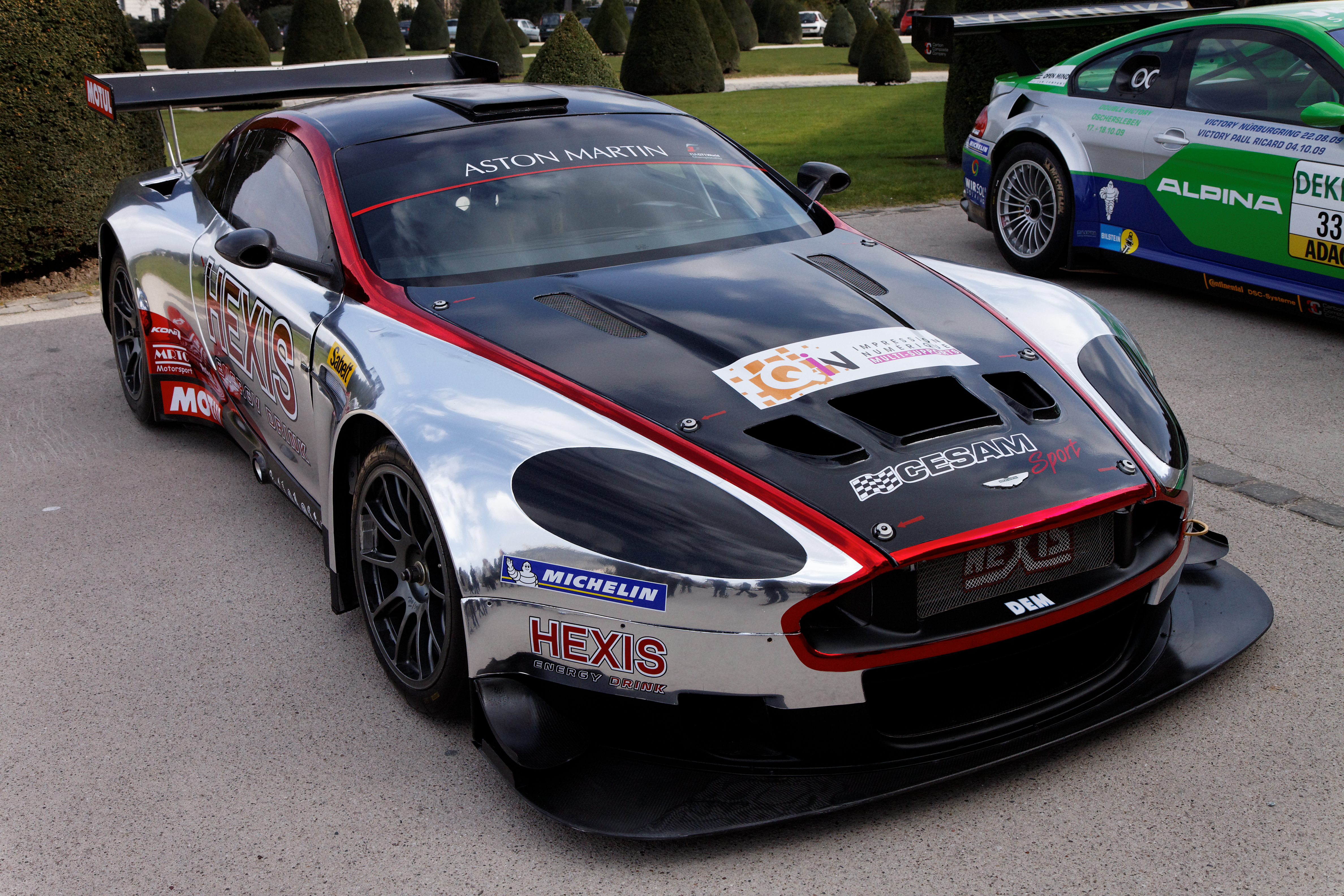
Ein Aston Martin DBRS9 von Hexis AMR in der Blancpain Endurance Series 2011.
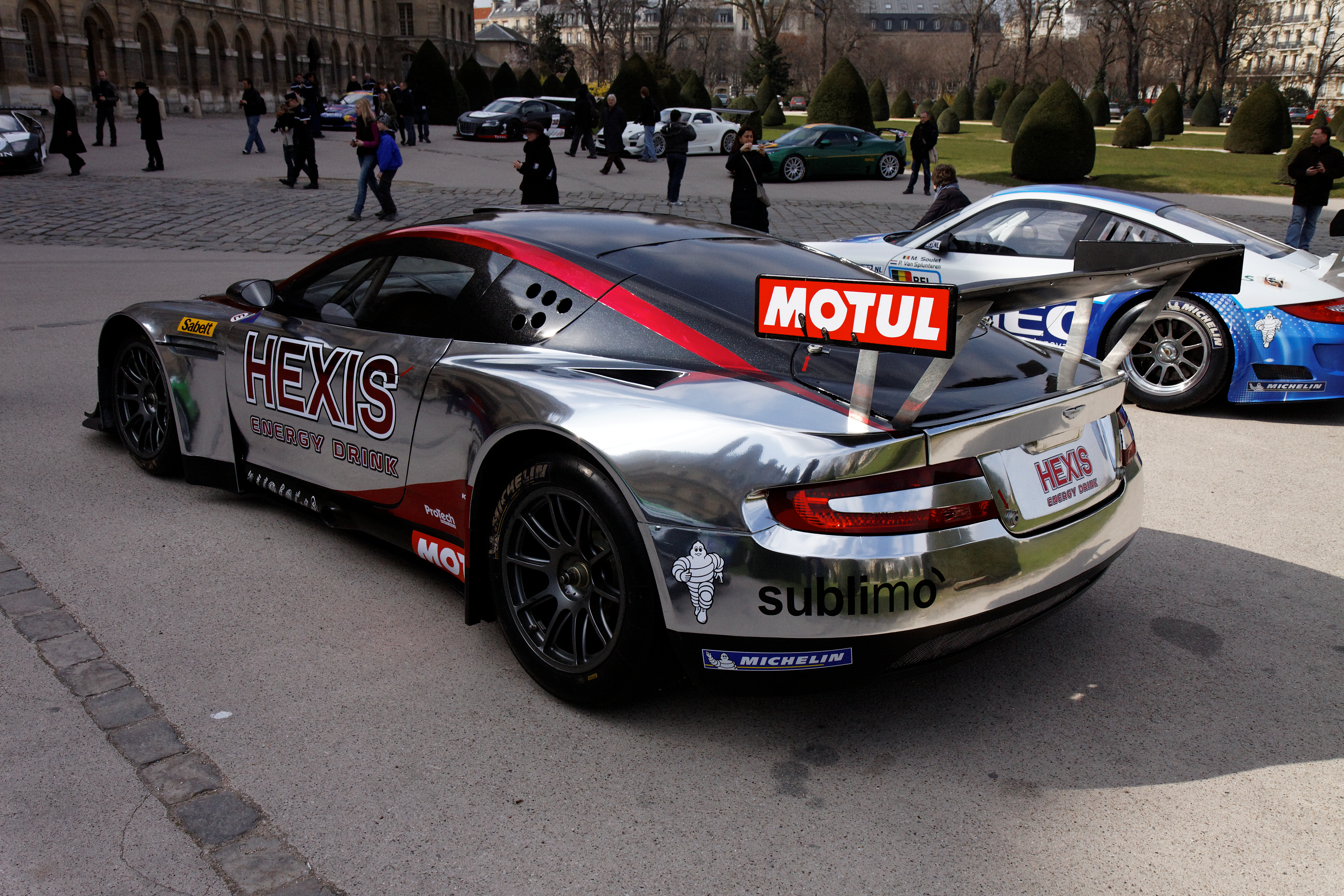
Ein Aston Martin DBRS9 von Hexis AMR in der Blancpain Endurance Series 2011.
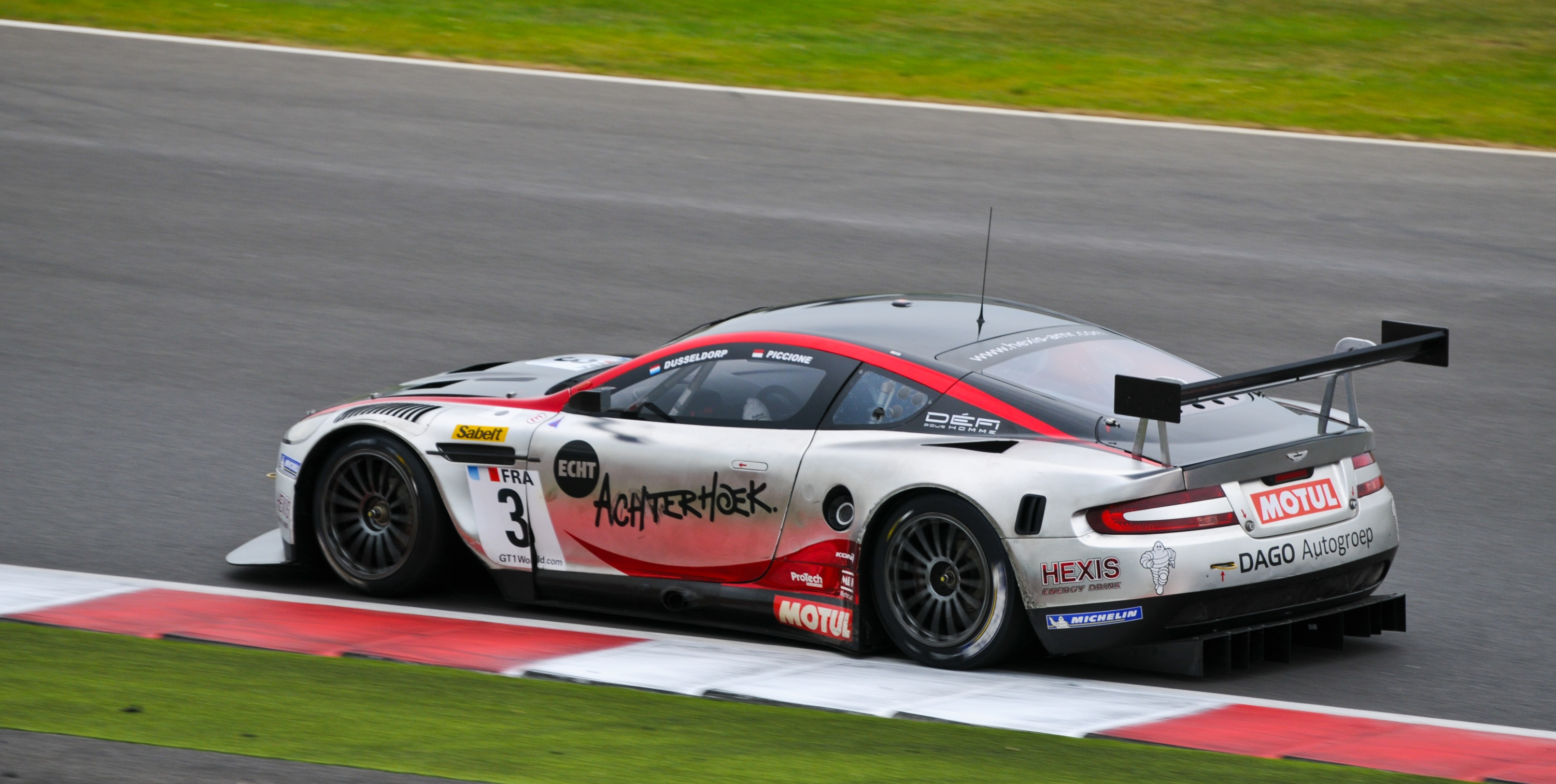
Ein Aston Martin DBR9 von Hexis AMR in der FIA-GT1-Weltmeisterschaft 2011.